# U-337
U-337 — средняя немецкая подводная лодка типа VIIC времён Второй мировой войны.

## История
Заказ на постройку субмарины был отдан 21 ноября 1940 года. Лодка была заложена 1 апреля 1941 года на верфи Нордзееверке в Эмдене под строительным номером 209, спущена на воду 26 марта 1942 года. Лодка вошла в строй 6 мая 1942 года под командованием оберлейтенанта Курта Рувиделя.

### Флотилии
- 6 мая 1942 года — 31 декабря 1942 года — 5-я флотилия (учебная)
- 1 января 1943 года — 3 января 1943 года — 6-я флотилия

### История службы
Лодка совершила один боевой поход, успехов не достигла. Пропала без вести в Северной атлантике, последний сигнал был получен 3 января 1943 года из района с примерными координатами 63° с. ш. 12° з. д.. Достоверной версии гибели U-337 до сих пор нет. 47 погибших (весь экипаж).
До января 1993 года историки считали, что лодка была потоплена 15 января 1943 года к юго-западу от Исландии, в районе с координатами 57°40′ с. ш. 27°10′ з. д. глубинными бомбами с британского самолёта типа B-17 Fortress. На самом деле тогда была атакована U-632, избежавшая повреждений.